# Nygart Privathospital
Nygart Privathospital blev etableret i 1997 af stifter Jesper Nygart, som er uddannet læge fra Københavns Universitet. I 2016 ændrede klinikken navn til AK Nygart, da de blev solgt til den svenske plastikkirurgikæde Akademiklinikken. AK Nygart tilbyder en række af plastikkirurgiske operationer samt kosmetiske behandlinger og injektionsbehandlinger og kendes af mange som dem med "brysterne på bussen", da de i en lang årrække kørte med iøjnefaldende reklamer på bybusserne.